# Isaac Kaye
 (août 2024).
Isaac Kaye, né en 1927, est un homme d'affaires originaire d'Afrique du Sud, qui s'intéresse aux soins de santé et à la politique au Royaume-Uni. Il obtient la citoyenneté irlandaise en 1985. 

## Biographie
Isaac Kaye est un chimiste pharmaceutique sud-africain. 
Il devient citoyen irlandais à son arrivée au Royaume-Uni en 1985, tout en habitant et travaillant en Grande-Bretagne.
Il s'investit dans des sociétés pharmaceutiques et soutient des partis politiques.

### Soins de santé
Isaac Kaye fonde Norton Healthcare Ltd., une grande société pharmaceutique générique britannique, acquise en 1990 par Ivax Corporation basée en Floride. Il occupe plusieurs postes de direction, jusqu'à devenir président d'Ivax Pharmaceuticals UK puis prend sa retraite en 2003. L'année précédente, Ivax était le plus grand fournisseur de médicaments génériques du NHS (National Health Service). En 2006, Ivax est vendu à son tour à Teva Pharmaceuticals pour 7,4 milliards de dollars,. Cette acquisition aurait créé « la plus grande société de médicaments génériques au monde ». 
Kaye est également cofondateur, en 2000, d'Israel Healthcare Ventures, une société de capital-risque basée en Israël, spécialisée dans les sciences de la vie et les soins sanitaires.

### Politique
Quand il est encore en Afrique du Sud, il soutient le parti national sud-africain dirigé par les Afrikaners.
En Grande-Bretagne, il soutient financièrement Tony Blair en dépensant 5 000 £ en 1997 et 1998 en billets pour des dîners de gala travaillistes et en faisant un don de 100 000 £ au parti en 1999. Il donne également 10 000 £ à la campagne du maire de Londres, Frank Dobson, l'ancien secrétaire travailliste à la Santé.
En janvier 2008, son nom figure parmi les donateurs de la campagne électorale du Britannique Peter Hain de mai 2007, pour la direction adjointe du parti travailliste. Le don de Kaye de 15 000 £, non déclaré comme don par Hain à l'époque, est acheminé par l'intermédiaire de l'organisation Progressive Political Forum.  
Kaye, avec David Garrard, parraine le déjeuner annuel des Amis travaillistes d'Israël. 

### Philanthropie
Promoteur actif de la technologie et de l’innovation israélienne, il crée les Kaye Innovation Awards (Prix Kaye) afin d'encourager, reconnaître et récompenser les réalisations technologiques innovantes de l'Université hébraïque de Jérusalem qui s'y emploie,.

### Autres
En 1992, il est nommé président de Baystone Associates Limited versé dans le développement de projets de construction.

### Controverses
Kaye a été mêlé à un scandale de « cadeaux d'influence » en Afrique du Sud au début des années 1980 : les médecins étaient récompensés par des cadeaux divers pour prescrire des médicaments fabriqués par son entreprise d'alors. Il a nié toute irrégularité, affirmant que l'offre de cadeaux n'était pas une incitation mais une appréciation. 
En 1996, son entreprise britannique est critiquée pour avoir offert des vélos de montagne, des bons Marks & Spencer et d'autres incitations qualifiées d'« inacceptables » aux médecins et aux pharmaciens britanniques.